# 마르셀리노 페레스
마르셀리노 페레스 아이욘(스페인어: Marcelino Pérez Ayllón, 1955년 8월 13일, 카탈루냐 주 사바델 ~)은 줄여서 마르셀리노(스페인어: Marcelino)로 알려진 스페인의 전직 축구 선수로, 현역 시절 수비수로 활약했다. 그는 대체로 아틀레티코 마드리드에서 활약했다.

## 수상
아틀레티코 마드리드
- 라 리가: 1976–77
- 코파 델 헤네랄리시모: 1975–76
- 코파 델 레이: 1984–85
- 인터콘티넨털컵: 1974